# Cymatogaster
Cymatogaster is een monotypisch geslacht van straalvinnige vissen uit de familie van brandingbaarzen (Embiotocidae). Het geslacht is voor het eerst wetenschappelijk beschreven in 1854 door Gibbons.

## Soort
- Cymatogaster aggregata Gibbons, 1854